# Іштван Шаллої
Іштван Шаллої (угор. Sallói István, 26 вересня 1966, Орослань, Угорщина) — колишній угорський футболіст, нападник.
Шалої захищав кольори національної збірної Угорщини з 1992 по 1995 рр. Дебютував під керівництвом Імре Єнея в товариській зустрічі проти команди України 29 квітня 1992 року в Ужгороді, угорська збірна здобула перемогу з рахунком 1:3, а нападник відзначився голом відкривши рахунок в матчі.

## Досягнення
Гравець
- Чемпіон Ізраїлю (2): 1997, 1998
- Володар Кубка Тото (1): 1998

Тренер
- Володар Кубка Угорщини (1): 2011